# Richmond WCT 1981
Il Richmond WCT 1981 è stato un torneo di tennis giocato sul sintetico indoor. È stata la 14ª edizione del torneo che fa parte del Volvo Grand Prix 1981. Si è giocato a Richmond negli Stati Uniti dal 2 all'8 febbraio 1981.

## Campioni

### Singolare maschile
Yannick Noah ha battuto in finale  Ivan Lendl con il punteggio di 6–1, 3–1, ritiro

### Doppio maschile
Tim Gullikson /  Bernard Mitton hanno battuto in finale  Brian Gottfried /  Raúl Ramírez con il punteggio di 3–6, 6–2, 6–3